# Clasificación para el Campeonato Europeo Femenino Sub-19 de la UEFA 2023
La competición de clasificación para el Campeonato Europeo Femenino Sub-19 de la UEFA 2023 es una competición de fútbol femenino Sub-19 que determinará los siete equipos que se unirán a la anfitriona automáticamente clasificada, Bélgica, en la fase final del campeonato.

## Formato
El sorteo de la fase de clasificación se llevó a cabo el 31 de mayo de 2022, en la sede de la UEFA en Nyon, Suiza.
El Comité Ejecutivo de la UEFA aprobó un nuevo formato de competición para los Campeonatos de Europa Femeninos Sub-17 y Sub-19 de la UEFA para permitir un mayor desarrollo de las jugadoras juveniles de élite como parte del compromiso continuo de la UEFA con el fútbol femenino.
El formato se basa en un sistema de clasificación de estilo de Liga de las Naciones de la UEFA.
Para la primera temporada, los participantes en la competición se dividirán, utilizando los coeficientes de clasificación, en dos ligas (A y B).

Primera Ronda o Ronda 1:
- La Ronda 1 de la Liga A tendrá 28 selecciones, divididas en 7 grupos de 4 equipos cada uno, quienes jugarán mini-torneos en una sola sede por grupo;
- La Ronda 1 de la Liga B tendrá 24 selecciones, divididas en 3 grupos de cuatro equipos y 4 grupos de tres equipos. Los ganadores de cada mini-torneo de la liga B ascenderán y los últimos equipos de los mini-torneos de la liga A descenderán.

Segunda Ronda o Ronda 2:
- La Ronda 2 de la Liga A reemplazará a la ex ronda élite, tendrá 28 selecciones, divididas en 7 grupos de 4 equipos cada uno y quienes resulten ganadoras de grupo (y la mejor segunda) se clasificarán para el torneo final. Las selecciones que queden en cuarto lugar descenderán a la Liga B para la ronda 1 de 2023/24.
- La Ronda 2 de la Liga B tendrá 24 selecciones, divididas en 3 grupos de cuatro equipos y 4 grupos de tres equipos. Las 24 selecciones de la Liga B, incluidas las descendidas de la Liga A, competirán por el ascenso.
- Después de la Ronda 2, las ganadoras de los mini-torneos de la liga B ascenderán y los últimos equipos de la liga A descenderán a la Ronda 1 de la próxima edición del torneo.

Fase final:
- Las siete primeras selecciones de la Ronda 2 de la Liga A se clasificarán para la fase final junto a Bélgica, la anfitriona.

## Primera Ronda

### Liga A

#### Grupo A1
Sede: Escocia
| Equipo      | Pts | PJ | PG | PE | PP | GF | GC | Dif |
| ----------- | --- | -- | -- | -- | -- | -- | -- | --- |
| España      | 9   | 3  | 3  | 0  | 0  | 15 | 0  | +15 |
| Finlandia   | 6   | 3  | 2  | 0  | 1  | 7  | 2  | +5  |
| Suiza       | 3   | 3  | 1  | 0  | 2  | 3  | 9  | -6  |
| Escocia (H) | 0   | 3  | 0  | 0  | 3  | 0  | 14 | -14 |

| 5 de octubre de 2022 | Suiza | 0:2 (0:0) | Finlandia                          | Ainslie Park, Edimburgo, Escocia |                        |
| 13:00 (CET)          |       | Reporte   | - 47' Sevenius - 52' (a.g.) Schlup | Árbitra: Lucie Šulcová           | Árbitra: Lucie Šulcová |

| 5 de octubre de 2022 | España                                                                    | 6:0 (3:0) | Escocia | Ainslie Park, Edimburgo, Escocia |                             |
| 18:00 (CET)          | - Baradad 2' - Moral 39', 43' - Bartel 55' - González 83' - Carbonell 90' | Reporte   |         | Árbitra: Kristina Georgieva      | Árbitra: Kristina Georgieva |

| 8 de octubre de 2022 | Finlandia                                                                  | 5:0 (3:0) | Escocia | Ainslie Park, Edimburgo, Escocia |                        |
| 11:00 (CET)          | - Antikainen 10' - Antikainen 13' - Sevenius 19' - Seiro 54' - Perkaus 79' | Reporte   |         | Árbitra: Lucie Šulcová           | Árbitra: Lucie Šulcová |

| 8 de octubre de 2022 | España                                                                                | 7:0 (5:0) | Suiza | Ainslie Park, Edimburgo, Escocia |                       |
| 19:00 (CET)          | - Fernandez 3' - González 10', 18' - Fiamma 15' - Laborde 27' (pen.) - Ortiz 60', 82' | Reporte   |       | Árbitra: Sabina Bolic            | Árbitra: Sabina Bolic |

| 11 de octubre de 2022 | Escocia | 0:3 (0:3) | Suiza                                                  | Ainslie Park, Edimburgo, Escocia |                             |
| 13:00 (CET)           |         | Reporte   | - 3' Von Felten - 24' Vallotto - 40' (pen.) Tramezzani | Árbitra: Kristina Georgieva      | Árbitra: Kristina Georgieva |

| 11 de octubre de 2022 | Finlandia | 0:2 (0:1) | España                     | Falkirk Stadium, Falkirk, Escocia |                       |
| 13:00 (CET)           |           | Reporte   | - 30' González - 60' Moral | Árbitra: Sabina Bolic             | Árbitra: Sabina Bolic |

#### Grupo A2
Sede: Grecia
| Equipo       | Pts | PJ | PG | PE | PP | GF | GC | Dif |
| ------------ | --- | -- | -- | -- | -- | -- | -- | --- |
| Países Bajos | 7   | 3  | 2  | 1  | 0  | 9  | 1  | +8  |
| Suecia       | 6   | 3  | 2  | 0  | 1  | 3  | 2  | +1  |
| Grecia (H)   | 4   | 3  | 1  | 1  | 1  | 3  | 3  | 0   |
| Turquía      | 0   | 3  | 0  | 0  | 3  | 0  | 9  | -9  |

| 4 de octubre de 2022 | Grecia         | 1:1 (1:0) | Países Bajos    | Estadio Pampeloponnisiako, Patras, Grecia |                        |
| 12:30 (CET)          | - Giannaka 34' | Reporte   | - 78' Keukelaar | Árbitra: Katalin Sipos                    | Árbitra: Katalin Sipos |

| 4 de octubre de 2022 | Suecia                 | 1:0 (1:0) | Turquía | Estadio Pampeloponnisiako, Patras, Grecia |                            |
| 16:00 (CET)          | - Svanström 45' (pen.) | Reporte   |         | Árbitra: Jelena Medjedovic                | Árbitra: Jelena Medjedovic |

| 7 de octubre de 2022 | Países Bajos                                                                     | 6:0 (3:0) | Turquía | Estadio Pampeloponnisiako, Patras, Grecia |                        |
| 12:30 (CET)          | - Keukelaar 6', 39' - Huizenga 36' - van Gool 52' - van Oosten 55' - Tolhoek 63' | Reporte   |         | Árbitra: Katalin Sipos                    | Árbitra: Katalin Sipos |

| 7 de octubre de 2022 | Suecia                       | 2:0 (1:0) | Grecia | Estadio Pampeloponnisiako, Patras, Grecia |                            |
| 16:00 (CET)          | - Nildén 22' - Svanström 52' | Reporte   |        | Árbitra: Veronika Kovarova                | Árbitra: Veronika Kovarova |

| 10 de octubre de 2022 | Turquía | 0:2 (0:0) | Grecia                        | Estadio Pampeloponnisiako, Patras, Grecia |                            |
| 12:00 (CET)           |         | Reporte   | - 63' Giannaka - 83' Saridaki | Árbitra: Jelena Medjedovic                | Árbitra: Jelena Medjedovic |

| 10 de octubre de 2022 | Países Bajos                | 2:0 (1:0) | Suecia | Estadio Papacharalampio, Naupacto, Grecia |                            |
| 12:00 (CET)           | - Noordman 43' - Thomas 77' | Reporte   |        | Árbitra: Veronika Kovarova                | Árbitra: Veronika Kovarova |

#### Grupo A3
Sede: Hungría
| Equipo      | Pts | PJ | PG | PE | PP | GF | GC | Dif |
| ----------- | --- | -- | -- | -- | -- | -- | -- | --- |
| Serbia      | 7   | 3  | 2  | 1  | 0  | 10 | 6  | +4  |
| Italia      | 7   | 3  | 2  | 1  | 0  | 7  | 4  | +3  |
| Hungría (H) | 3   | 3  | 1  | 0  | 2  | 6  | 6  | 0   |
| Gales       | 0   | 3  | 0  | 0  | 3  | 3  | 10 | -7  |

| 5 de octubre de 2022 | Gales | 0:3 (0:2) | Hungría                              | Globall Football Park, Telki, Hungría |                       |
| 16:00 (CET)          |       | Reporte   | - 24' (pen.), 84' Siber - 45+1' Tuza | Árbitra: Rasa Grigonė                 | Árbitra: Rasa Grigonė |

| 5 de octubre de 2022 | Italia                    | 2:2 (1:0) | Serbia             | Bicskei Sportpálya, Bicske, Hungría |                           |
| 16:00 (CET)          | - Pavan 22' - Beccari 79' | Reporte   | - 55', 76' Matejić | Árbitra: Maria Ennsgraber           | Árbitra: Maria Ennsgraber |

| 8 de octubre de 2022 | Hungría                               | 2:4 (1:1) | Serbia                                  | Globall Football Park, Telki, Hungría |                       |
| 15:30 (CET)          | - Gaković 3' (a.g.) - Kiss-Lantos 74' | Reporte   | - 35', 59', 86' Matejić - 55' Jestrović | Árbitra: Rasa Grigonė                 | Árbitra: Rasa Grigonė |

| 8 de octubre de 2022 | Italia                                             | 3:1 (2:1) | Gales      | Városi Stadion, Tatabánya, Hungría |                          |
| 15:30 (CET)          | - Schatzer 30' - Pfattner 36' (pen.) - Petrara 90' | Reporte   | - 4' Poole | Árbitra: Silvia Domingos           | Árbitra: Silvia Domingos |

| 11 de octubre de 2022 | Serbia                                          | 4:2 (2:2) | Gales                    | Bicskei Sportpálya, Bicske, Hungría |                           |
| 16:30 (CET)           | - Štokić 10' - Matejić 11', 85' - Obradovic 51' | Reporte   | - 30' Poole - 40' Teisar | Árbitra: Maria Ennsgraber           | Árbitra: Maria Ennsgraber |

| 11 de octubre de 2022 | Hungría     | 1:2 (1:1) | Italia             | Globall Football Park, Telki, Hungría |                          |
| 16:30 (CET)           | - Molnár 9' | Reporte   | - 17', 48' Beccari | Árbitra: Silvia Domingos              | Árbitra: Silvia Domingos |

#### Grupo A4
Sede: Eslovaquia
| Equipo         | Pts | PJ | PG | PE | PP | GF | GC | Dif |
| -------------- | --- | -- | -- | -- | -- | -- | -- | --- |
| Dinamarca      | 7   | 3  | 2  | 1  | 0  | 11 | 2  | +9  |
| Inglaterra     | 7   | 3  | 2  | 1  | 0  | 9  | 1  | +8  |
| Eslovenia      | 3   | 3  | 1  | 0  | 2  | 2  | 10 | -8  |
| Eslovaquia (H) | 0   | 3  | 0  | 0  | 3  | 2  | 11 | -9  |

| 5 de octubre de 2022 | Inglaterra                                                         | 5:0 (3:0) | Eslovenia | Spiš Aréna, Spišská Nová Ves, Eslovaquia |                     |
| 13:00 (CET)          | - Thompson 2' (pen.) - Godfrey 5', 52' - McLoughlin 29' - Jupp 87' | Reporte   |           | Árbitra: Alina Peşu                      | Árbitra: Alina Peşu |

| 5 de octubre de 2022 | Eslovaquia   | 1:6 (0:3) | Dinamarca                                                                       | NTC Poprad, Poprad, Eslovaquia |                         |
| 18:00 (CET)          | - Surová 60' | Reporte   | - 22' (pen.) Sørensen - 33', 39', 56', 86' (pen.) Ásgeirsdóttir - 69' Habibovic | Árbitra: Ainara Acevedo        | Árbitra: Ainara Acevedo |

| 8 de octubre de 2022 | Dinamarca                                                  | 4:0 (1:0) | Eslovenia | Spiš Aréna, Spišská Nová Ves, Eslovaquia |                         |
| 13:00 (CET)          | - Sørensen 37' - Vistisen 56' - Bødtcher-Jensen 82', 90+4' | Reporte   |           | Árbitra: Ainara Acevedo                  | Árbitra: Ainara Acevedo |

| 8 de octubre de 2022 | Inglaterra                                      | 3:0 (1:0) | Eslovaquia | NTC Poprad, Poprad, Eslovaquia |                           |
| 18:00 (CET)          | - Bayerová 3' (a.g.) - Hennessy 52' - Barry 77' | Reporte   |            | Árbitra: Volha Tsiareshka      | Árbitra: Volha Tsiareshka |

| 11 de octubre de 2022 | Eslovenia                | 2:1 (1:1) | Eslovaquia   | NTC Poprad, Poprad, Eslovaquia |                     |
| 15:00 (CET)           | - Kajzba 27' - Eferl 59' | Reporte   | - 26' Iľková | Árbitra: Alina Peşu            | Árbitra: Alina Peşu |

| 11 de octubre de 2022 | Dinamarca       | 1:1 (0:0) | Inglaterra    | Spiš Aréna, Spišská Nová Ves, Eslovaquia |                           |
| 15:00 (CET)           | - Jørgensen 68' | Reporte   | - 59' Simpson | Árbitra: Volha Tsiareshka                | Árbitra: Volha Tsiareshka |

#### Grupo A5
Sede: Polonia
| Equipo            | Pts | PJ | PG | PE | PP | GF | GC | Dif |
| ----------------- | --- | -- | -- | -- | -- | -- | -- | --- |
| Francia           | 9   | 3  | 3  | 0  | 0  | 9  | 2  | +7  |
| Polonia (H)       | 4   | 3  | 1  | 1  | 1  | 10 | 4  | +6  |
| Irlanda           | 4   | 3  | 1  | 1  | 1  | 2  | 2  | 0   |
| Irlanda del Norte | 0   | 3  | 0  | 0  | 3  | 1  | 14 | -13 |

| 4 de octubre de 2022 | Francia                                                             | 5:1 (1:1) | Irlanda del Norte | Swarzędz City Stadium, Swarzędz, Polonia |                          |
| 12:00 (CET)          | - Haugou 39', 62' - Sylla 50' - Hurtre 90' - Ribadeira 90+2' (pen.) | Reporte   | - 3' Halliday     | Árbitra: Catarina Campos                 | Árbitra: Catarina Campos |

| 4 de octubre de 2022 | Polonia     | 1:1 (0:0) | Irlanda                | Stadion GOSiR w Plewiskach, Plewiska, Polonia |                          |
| 15:00 (CET)          | - Sobal 62' | Reporte   | - 57' (pen.) Stapleton | Árbitra: Jelena Pejković                      | Árbitra: Jelena Pejković |

| 7 de octubre de 2022 | Irlanda       | 1:0 (1:0) | Irlanda del Norte | Swarzędz City Stadium, Swarzędz, Polonia |                          |
| 12:00 (CET)          | - Doherty 20' | Reporte   |                   | Árbitra: Jelena Pejković                 | Árbitra: Jelena Pejković |

| 7 de octubre de 2022 | Francia                                       | 3:1 (2:0) | Polonia    | Stadion GOSiR w Plewiskach, Plewiska, Polonia |                         |
| 15:00 (CET)          | - Ribadeira 11', 90+2' (pen.) - N'Dongala 43' | Reporte   | - 71' Rohn | Árbitra: Eleni Antoniou                       | Árbitra: Eleni Antoniou |

| 10 de octubre de 2022 | Irlanda del Norte | 0:8 (0:4) | Polonia                                                                   | Stadion GOSiR w Plewiskach, Plewiska, Polonia |                          |
| 15:00 (CET)           |                   | Reporte   | - 3', 19' Rohn - 28', 38', 49' Sobal - 54' Katowicz - 84', 89' Duchnowska | Árbitra: Catarina Campos                      | Árbitra: Catarina Campos |

| 10 de octubre de 2022 | Irlanda | 0:1 (0:1) | Francia             | Stadion Miejski w Pobiedziskach, Pobiedziska, Polonia |                         |
| 15:00 (CET)           |         | Reporte   | - 42' (pen.) Hurtre | Árbitra: Eleni Antoniou                               | Árbitra: Eleni Antoniou |

#### Grupo A6
Sede: Israel
| Equipo     | Pts | PJ | PG | PE | PP | GF | GC | Dif |
| ---------- | --- | -- | -- | -- | -- | -- | -- | --- |
| Austria    | 7   | 3  | 2  | 1  | 0  | 6  | 3  | +3  |
| Alemania   | 6   | 3  | 2  | 0  | 1  | 8  | 3  | +5  |
| Ucrania    | 2   | 3  | 0  | 2  | 1  | 2  | 3  | -1  |
| Israel (H) | 1   | 3  | 0  | 1  | 2  | 1  | 8  | -7  |

| 8 de noviembre de 2022 | Ucrania        | 1:1 (1:1) | Austria      | National team complex, Shefayim, Israel |                          |
| 11:00 (CET)            | - Molodiuk 34' | Reporte   | - 23' Ojukwu | Árbitra: Henrikke Nervik                | Árbitra: Henrikke Nervik |

| 8 de noviembre de 2022 | Alemania                                                    | 5:0 (4:0) | Israel | Estadio Ramat Gan, Ramat Gan, Israel |                      |
| 16:00 (CET)            | - Kett 10', 40' - Brengel 15' - Acikgöz 44' - Grincenco 68' | Reporte   |        | Árbitra: Réka Molnar                 | Árbitra: Réka Molnar |

| 11 de noviembre de 2022 | Alemania                     | 2:1 (0:0) | Ucrania         | National team complex, Shefayim, Israel |                         |
| 10:00 (CET)             | - Fröhlich 81' - Zicai 90+1' | Reporte   | - 54' Radionova | Árbitra: Viola Raudziņa                 | Árbitra: Viola Raudziņa |

| 11 de noviembre de 2022 | Austria                              | 3:1 (2:1) | Israel         | Estadio Ramat Gan, Ramat Gan, Israel |                          |
| 12:00 (CET)             | - Roduner 18', 49' - Schöfberger 44' | Reporte   | - 45+1' Sommer | Árbitra: Henrikke Nervik             | Árbitra: Henrikke Nervik |

| 14 de noviembre de 2022 | Israel | 0:0     | Ucrania | Estadio Ramat Gan, Ramat Gan, Israel |                      |
| 14:00 (CET)             |        | Reporte |         | Árbitra: Réka Molnar                 | Árbitra: Réka Molnar |

| 14 de noviembre de 2022 | Austria              | 2:1 (1:0) | Alemania    | National team complex, Shefayim, Israel |                         |
| 14:00 (CET)             | - Mädl 2' - Holl 76' | Reporte   | - 74' Zicai | Árbitra: Viola Raudziņa                 | Árbitra: Viola Raudziņa |

#### Grupo A7
Sede: Portugal
| Equipo       | Pts | PJ | PG | PE | PP | GF | GC | Dif |
| ------------ | --- | -- | -- | -- | -- | -- | -- | --- |
| Noruega      | 7   | 3  | 2  | 1  | 0  | 13 | 2  | +11 |
| Portugal (H) | 6   | 3  | 2  | 0  | 1  | 7  | 2  | +5  |
| Bélgica (C)  | 4   | 3  | 1  | 1  | 1  | 8  | 2  | +6  |
| Malta        | 0   | 3  | 0  | 0  | 3  | 0  | 22 | -22 |

| 5 de octubre de 2022 | Noruega                                                                                             | 10:0 (6:0) | Malta | Complexo Desportivo Tocha, Tocha, Portugal |                           |
| 16:00 (CET)          | - Birkelund 8', 17', 67' - Gaupset 21' - Gatt 24' (a.g.) - Sesay 42', 84' - Røn 43', 52' - Veum 77' | Reporte    |       | Árbitra: Jelena Cvetković                  | Árbitra: Jelena Cvetković |

| 5 de octubre de 2022 | Portugal        | 1:0 (0:0) | Bélgica | Estadio Sérgio Conceição, Coímbra, Portugal |                             |
| 19:00 (CET)          | - Martins 90+4' | Reporte   |         | Árbitra: Lizzy Van Der Helm                 | Árbitra: Lizzy Van Der Helm |

| 8 de octubre de 2022 | Bélgica                                                                     | 7:0 (3:0) | Malta | Estadio Sérgio Conceição, Coímbra, Portugal |                             |
| 15:45 (CET)          | - Jacobs 5', 39', 45+3', 81' - Rosala 50' - van Gansbeke 57' - Bosteels 75' | Reporte   |       | Árbitra: Lizzy Van Der Helm                 | Árbitra: Lizzy Van Der Helm |

| 8 de octubre de 2022 | Noruega                      | 2:1 (1:0) | Portugal      | Complexo Desportivo Tocha, Tocha, Portugal |                           |
| 18:45 (CET)          | - Tandberg 10' - Gaupset 73' | Reporte   | - 61' Martins | Árbitra: Abigail Marriott                  | Árbitra: Abigail Marriott |

| 11 de octubre de 2022 | Malta | 0:5 (0:3) | Portugal                                                   | Estadio Sérgio Conceição, Coímbra, Portugal |                           |
| 19:00 (CET)           |       | Reporte   | - 23' (pen.) Simas - 40', 83', 88' Ferreira - 45' Nogueira | Árbitra: Jelena Cvetković                   | Árbitra: Jelena Cvetković |

| 11 de octubre de 2022 | Bélgica        | 1:1 (0:1) | Noruega     | Complexo Desportivo Tocha, Tocha, Portugal |                           |
| 19:00 (CET)           | - Taillieu 77' | Reporte   | - 38' Kyvåg | Árbitra: Abigail Marriott                  | Árbitra: Abigail Marriott |

### Liga B

#### Grupo B1
Sede: Croacia
| Equipo      | Pts | PJ | PG | PE | PP | GF | GC | Dif |
| ----------- | --- | -- | -- | -- | -- | -- | -- | --- |
| Croacia (H) | 9   | 3  | 3  | 0  | 0  | 7  | 0  | +7  |
| Montenegro  | 6   | 3  | 2  | 0  | 1  | 3  | 6  | -3  |
| Chipre      | 3   | 3  | 1  | 0  | 2  | 4  | 2  | +2  |
| Azerbaiyán  | 0   | 3  | 0  | 0  | 3  | 1  | 7  | -6  |

| 4 de octubre de 2022 | Croacia              | 1:0 (0:0) | Chipre | Estadio Aldo Drosina, Pula, Croacia |                       |
| 12:00 (CET)          | - Ivandić 86' (pen.) | Reporte   |        | Árbitra: Kirsty Dowle               | Árbitra: Kirsty Dowle |

| 4 de octubre de 2022 | Montenegro                   | 2:1 (1:1) | Azerbaiyán  | Stadion Veli Joze, Poreč, Croacia |                           |
| 16:30 (CET)          | - Stanić 29' - Rakočević 76' | Reporte   | - 17' Mutlu | Árbitra: Marisca Overtoom         | Árbitra: Marisca Overtoom |

| 7 de octubre de 2022 | Croacia                                                               | 5:0 (1:0) | Montenegro | Estadio Aldo Drosina, Pula, Croacia |                         |
| 12:00 (CET)          | - Blažević 20' - Živković 71' - Iljkić 81' - Mikulica 82' - Šaban 90' | Reporte   |            | Árbitra: Victoria Beyer             | Árbitra: Victoria Beyer |

| 7 de octubre de 2022 | Azerbaiyán | 0:4 (0:1) | Chipre                                                | Stadion Veli Joze, Poreč, Croacia |                           |
| 16:30 (CET)          |            | Reporte   | - 16', 59' Kyriakidi - 52' Stylianou - 66' Sofocleous | Árbitra: Marisca Overtoom         | Árbitra: Marisca Overtoom |

| 10 de octubre de 2022 | Chipre | 0:1 (0:1) | Montenegro    | Stadion Veli Joze, Poreč, Croacia |                       |
| 12:00 (CET)           |        | Reporte   | - 7' Malesija | Árbitra: Kirsty Dowle             | Árbitra: Kirsty Dowle |

| 10 de octubre de 2022 | Azerbaiyán | 0:1 (0:1) | Croacia          | Estadio Aldo Drosina, Pula, Croacia |                         |
| 12:00 (CET)           |            | Reporte   | - 45+1' Mikulica | Árbitra: Victoria Beyer             | Árbitra: Victoria Beyer |

#### Grupo B2
Sede: Albania
| Equipo      | Pts | PJ | PG | PE | PP | GF | GC | Dif |
| ----------- | --- | -- | -- | -- | -- | -- | -- | --- |
| Rumania     | 9   | 3  | 3  | 0  | 0  | 11 | 0  | +11 |
| Albania (H) | 6   | 3  | 2  | 0  | 1  | 4  | 3  | +1  |
| Letonia     | 3   | 3  | 1  | 0  | 2  | 14 | 4  | +10 |
| Armenia     | 0   | 3  | 0  | 0  | 3  | 0  | 22 | -22 |

| 5 de octubre de 2022 | Rumania                                                                                               | 8:0 (4:0) | Armenia | Arena Egnatia, Rrogozhinë, Albania |                         |
| 13:00 (CET)          | - Horvath 6', 58' - Jivan 7' - Borodi 35' - Bratu 45' - Pînzariu 55' - Botojel 69' - Sigheartău 90+3' | Reporte   |         | Árbitra: María Martínez            | Árbitra: María Martínez |

| 5 de octubre de 2022 | Albania                            | 3:1 (3:0) | Letonia            | Elbasan Arena, Elbasan, Albania |                         |
| 15:30 (CET)          | - Borci 9' - Fucia 20' - Kodra 24' | Reporte   | - 90+2' Ušpaleviča | Árbitra: Viki De Cremer         | Árbitra: Viki De Cremer |

| 8 de octubre de 2022 | Letonia | 13:0 (7:0) | Armenia | Arena Egnatia, Rrogozhinë, Albania |                         |
| 13:00 (CET)          | - Ušpaleviča 14' - Ansone 15', 20', 37' - Vuškāne 42', 47' - Saule 45', 45+7' - Kozlova 50' - Ščuka 59' - Lipšāne 67' - Paidere 90+1', 90+4' | Reporte    |         | Árbitra: Viki De Cremer            | Árbitra: Viki De Cremer |

| 8 de octubre de 2022 | Rumania                    | 2:0 (2:0) | Albania | Elbasan Arena, Elbasan, Albania |                       |
| 15:30 (CET)          | - Borodi 11' - Horvath 18' | Reporte   |         | Árbitra: Ewa Augustyn           | Árbitra: Ewa Augustyn |

| 11 de octubre de 2022 | Armenia | 0:1 (0:0) | Albania                  | Elbasan Arena, Elbasan, Albania |                         |
| 15:30 (CET)           |         | Reporte   | - 67' (a.g.) Harutyunyan | Árbitra: María Martínez         | Árbitra: María Martínez |

| 11 de octubre de 2022 | Letonia | 0:1 (0:1) | Rumania       | Arena Egnatia, Rrogozhinë, Albania |                       |
| 15:30 (CET)           |         | Reporte   | - 10' Horvath | Árbitra: Ewa Augustyn              | Árbitra: Ewa Augustyn |

#### Grupo B3
Sede: Lituania
| Equipo        | Pts | PJ | PG | PE | PP | GF | GC | Dif |
| ------------- | --- | -- | -- | -- | -- | -- | -- | --- |
| Islandia      | 9   | 3  | 3  | 0  | 0  | 15 | 0  | +15 |
| Islas Feroe   | 6   | 3  | 2  | 0  | 1  | 7  | 5  | +2  |
| Lituania (H)  | 1   | 3  | 0  | 1  | 2  | 1  | 6  | -5  |
| Liechtenstein | 1   | 3  | 0  | 1  | 2  | 0  | 12 | -12 |

| 8 de noviembre de 2022 | Islandia | 8:0 (5:0) | Liechtenstein | Estadio LFF, Vilna, Lituania |                        |
| 10:00 (CET)            | - Sigurjónsdóttir 9', 34', 35' - Kristjánsdóttir 22', 56' - Tryggvadóttir 45' - Héðinsdóttir 65' - Jörundsdóttir 84' | Reporte   |               | Árbitra: Minka Vekkeli       | Árbitra: Minka Vekkeli |

| 8 de noviembre de 2022 | Islas Feroe                         | 3:1 (1:0) | Lituania           | Estadio LFF, Vilna, Lituania |                            |
| 15:00 (CET)            | - Haraldsen 44', 59' - Sörensen 61' | Reporte   | - 82' Petrauskaitė | Árbitra: Caroline Lanssens   | Árbitra: Caroline Lanssens |

| 11 de noviembre de 2022 | Islandia                                                                      | 4:0 (2:0) | Islas Feroe | Estadio LFF, Vilna, Lituania    |                                 |
| 10:00 (CET)             | - Héðinsdóttir 29' - Jörundsdóttir 45' - Heiðarsdóttir 77' - Ágústsdóttir 89' | Reporte   |             | Árbitra: Katarzyna Lisiecka-Sęk | Árbitra: Katarzyna Lisiecka-Sęk |

| 11 de noviembre de 2022 | Lituania | 0:0     | Liechtenstein | Estadio LFF, Vilna, Lituania |                            |
| 15:00 (CET)             |          | Reporte |               | Árbitra: Caroline Lanssens   | Árbitra: Caroline Lanssens |

| 14 de noviembre de 2022 | Lituania | 0:3 (0:0) | Islandia                                                   | Estadio LFF, Vilna, Lituania    |                                 |
| 10:00 (CET)             |          | Reporte   | - 64' Heiðarsdóttir - 67' (a.g.) Švarcaitė - 73' Fjeldsted | Árbitra: Katarzyna Lisiecka-Sęk | Árbitra: Katarzyna Lisiecka-Sęk |

| 14 de noviembre de 2022 | Liechtenstein | 0:4 (0:1) | Islas Feroe                                       | Estadio LFF, Vilna, Lituania |                        |
| 15:00 (CET)             |               | Reporte   | - 15', 58' Haraldsen - 79' Olsen - 89' Johannesen | Árbitra: Minka Vekkeli       | Árbitra: Minka Vekkeli |

#### Grupo B4
Sede: Bosnia y Herzegovina
| Equipo                   | Pts | PJ | PG | PE | PP | GF | GC | Dif |
| ------------------------ | --- | -- | -- | -- | -- | -- | -- | --- |
| Bosnia y Herzegovina (H) | 6   | 2  | 2  | 0  | 0  | 10 | 4  | +6  |
| Moldavia                 | 3   | 2  | 1  | 0  | 1  | 7  | 4  | +3  |
| Estonia                  | 0   | 2  | 0  | 0  | 2  | 3  | 12 | -9  |

| 5 de octubre de 2022 | Bosnia y Herzegovina                       | 3:2 (2:0) | Moldavia          | Stadium Etno Selo Stanišići, Bijeljina, Bosnia y Herzegovina |                              |
| 15:30 (CET)          | - Šabanović 4' - Radulović 33' - Avdić 51' | Reporte   | - 72', 87' Colnic | Árbitra: Franziska Wildfeuer                                 | Árbitra: Franziska Wildfeuer |

| 8 de octubre de 2022 | Moldavia                                   | 5:1 (0:1) | Estonia     | Stadium Etno Selo Stanišići, Bijeljina, Bosnia y Herzegovina |                             |
| 15:30 (CET)          | - Manoil 47', 88', 90+4' - Colnic 60', 66' | Reporte   | - 45' Teern | Árbitra: Jurgita Mačikunytė                                  | Árbitra: Jurgita Mačikunytė |

| 11 de octubre de 2022 | Estonia                 | 2:7 (0:4) | Bosnia y Herzegovina                                                                                 | Stadium Etno Selo Stanišići, Bijeljina, Bosnia y Herzegovina |                           |
| 15:30 (CET)           | - Kirpu 60' - Teern 75' | Reporte   | - 16', 27', 29' (pen.) Jelčić - 24' (a.g.) Joandi - 55' (a.g.) Kreuz - 67' Filipović - 81' Lepanović | Árbitra: Michalina Diakow                                    | Árbitra: Michalina Diakow |

#### Grupo B5
Sede: Kosovo
| Equipo     | Pts | PJ | PG | PE | PP | GF | GC | Dif |
| ---------- | --- | -- | -- | -- | -- | -- | -- | --- |
| Bulgaria   | 6   | 2  | 2  | 0  | 0  | 8  | 0  | +8  |
| Kosovo (H) | 3   | 2  | 1  | 0  | 1  | 7  | 1  | +6  |
| Gibraltar  | 0   | 2  | 0  | 0  | 2  | 0  | 14 | -14 |

| 8 de noviembre de 2022 | Kosovo                                                                             | 7:0 (4:0) | Gibraltar | Estadio Fadil Vokrri, Pristina, Kosovo |                      |
| 13:00 (CET)            | - Behrami 5', 18' - Guri 26', 42' - Kadriu 49' (pen.) - Popaj 84' - Paqarizi 90+1' | Reporte   |           | Árbitra: Cansu Tryak                   | Árbitra: Cansu Tryak |

| 11 de noviembre de 2022 | Gibraltar | 0:7 (0:4) | Bulgaria                                                                             | Estadio Fadil Vokrri, Pristina, Kosovo |                            |
| 13:00 (CET)             |           | Reporte   | - 13', 23' D. Ivanova - 21', 26', 50' Sergeeva - 48' Velkova - 65' (pen.) N. Ivanova | Árbitra: Michèle Schmölzer             | Árbitra: Michèle Schmölzer |

| 14 de noviembre de 2022 | Bulgaria         | 1:0 (1:0) | Kosovo | Estadio Fadil Vokrri, Pristina, Kosovo |                          |
| 13:00 (CET)             | - D. Ivanova 26' | Reporte   |        | Árbitra: Karoline Wacker               | Árbitra: Karoline Wacker |

#### Grupo B6
Sede: Georgia
| Equipo              | Pts | PJ | PG | PE | PP | GF | GC | Dif |
| ------------------- | --- | -- | -- | -- | -- | -- | -- | --- |
| Bielorrusia         | 4   | 2  | 1  | 1  | 0  | 5  | 1  | +4  |
| Macedonia del Norte | 4   | 2  | 1  | 1  | 0  | 2  | 1  | +1  |
| Georgia (H)         | 0   | 2  | 0  | 0  | 2  | 0  | 5  | -5  |

| 4 de octubre de 2022 | Georgia | 0:1 (0:0) | Macedonia del Norte | GFF Academy, Rustavi, Georgia |                      |
| 17:00 (CET)          |         | Reporte   | - 64' Meijer        | Árbitra: Tanja Račić          | Árbitra: Tanja Račić |

| 7 de octubre de 2022 | Macedonia del Norte | 1:1 (0:1) | Bielorrusia              | GFF Academy, Rustavi, Georgia |                           |
| 17:00 (CET)          | - Sela 83'          | Reporte   | - 19' (pen.) Kharashchak | Árbitra: Lovisa Johansson     | Árbitra: Lovisa Johansson |

| 10 de octubre de 2022 | Bielorrusia                                                | 4:0 (2:0) | Georgia | GFF Academy, Rustavi, Georgia |                        |
| 17:00 (CET)           | - Pobegaylo 21' - Yakusik 45' - Bysik 65' - Kuntsevich 69' | Reporte   |         | Árbitra: Galiya Echeva        | Árbitra: Galiya Echeva |

#### Grupo B7
Sede: Kazajistán
| Equipo          | Pts | PJ | PG | PE | PP | GF | GC | Dif |
| --------------- | --- | -- | -- | -- | -- | -- | -- | --- |
| República Checa | 6   | 2  | 2  | 0  | 0  | 19 | 0  | +19 |
| Kazajistán (H)  | 3   | 2  | 1  | 0  | 1  | 2  | 7  | -5  |
| Andorra         | 0   | 2  | 0  | 0  | 2  | 0  | 14 | -14 |

| 5 de octubre de 2022 | Kazajistán | 0:7 (0:3) | República Checa                                                                           | FC Kairat Academy, Alma Ata, Kazajistán |                             |
| 11:00 (CET)          |            | Reporte   | - 27' Tenkrátová - 30', 55' Střížová - 34', 50' Švíbková - 76' Goretkiová - 80' Kochanová | Árbitra: Neslihan Muratdagi             | Árbitra: Neslihan Muratdagi |

| 8 de octubre de 2022 | República Checa | 12:0 (4:0) | Andorra | FC Kairat Academy, Alma Ata, Kazajistán |                          |
| 11:00 (CET)          | - Švíbková 8', 10', 25' - Bárková 32' - Pavlíčková 48' - Černá 56' - Střížová 59', 82' - Ducháčková 63', 90+4' - Goretkiová 76' - Brejšková 90+3' | Reporte    |         | Árbitra: Marina Živković                | Árbitra: Marina Živković |

| 11 de octubre de 2022 | Andorra | 0:2 (0:1) | Kazajistán     | FC Kairat Academy, Alma Ata, Kazajistán |                           |
| 11:00 (CET)           |         | Reporte   | - 7', 88' Tyan | Árbitra: Martina Molinaro               | Árbitra: Martina Molinaro |

## Segunda Ronda
Los 21 equipos de la Primera Ronda de la Liga A y los 7 equipos ganadores de la Primera Ronda de la Liga B se dividen en siete grupos de cuatro equipos. Los siete campeones de grupo se unirán a Bélgica en la fase final de 2023.

### Liga A

#### Grupo A1
Sede: Noruega
| Equipo      | Pts | PJ | PG | PE | PP | GF | GC | Dif |
| ----------- | --- | -- | -- | -- | -- | -- | -- | --- |
| Alemania    | 9   | 3  | 3  | 0  | 0  | 17 | 0  | +17 |
| Irlanda     | 6   | 3  | 2  | 0  | 1  | 6  | 7  | -1  |
| Noruega (H) | 3   | 3  | 1  | 0  | 2  | 3  | 5  | -2  |
| Croacia     | 0   | 3  | 0  | 0  | 3  | 2  | 16 | -14 |

| 5 de abril de 2023 | Irlanda | 0:5 (0:1) | Alemania                                                     | Jessheim Stadion, Jessheim, Noruega |                         |
| 10:00 (CET)        |         | Reporte   | - 38' Şehitler - 66' Alber - 86', 88' Bender - 90+5' Steiner | Árbitra: Ainara Acevedo             | Árbitra: Ainara Acevedo |

| 5 de abril de 2023 | Noruega                           | 2:1 (1:0) | Croacia        | Jessheim Stadion, Jessheim, Noruega |                       |
| 15:00 (CET)        | - Nilsen 45+1' (pen.) - Sesay 79' | Reporte   | - 55' Vračević | Árbitra: Ewa Augustyn               | Árbitra: Ewa Augustyn |

| 8 de abril de 2023 | Alemania | 10:0 (7:0) | Croacia | Jessheim Stadion, Jessheim, Noruega |                         |
| 10:00 (CET)        | - Bender 18', 45+3' - Acikgöz 25' - Alber 28' (pen.), 43' (pen.) - Şehitler 35', 38' - Redzepi 50' - Steiner 53' (pen.) - Nachtigall 85' | Reporte    |         | Árbitra: Ainara Acevedo             | Árbitra: Ainara Acevedo |

| 8 de abril de 2023 | Noruega     | 1:2 (0:1) | Irlanda                          | Jessheim Stadion, Jessheim, Noruega |                          |
| 15:00 (CET)        | - Jorde 82' | Reporte   | - 19' Herron - 72' (pen.) Mangan | Árbitra: Volha Blotskaya            | Árbitra: Volha Blotskaya |

| 11 de abril de 2023 | Croacia      | 1:4 (0:1) | Irlanda                                                | Gjemselund Stadion, Kongsvinger, Noruega |                       |
| 15:00 (CET)         | - Iljkić 70' | Reporte   | - 43' Mangan - 57' Herron - 87' Slattery - 88' Doherty | Árbitra: Ewa Augustyn                    | Árbitra: Ewa Augustyn |

| 11 de abril de 2023 | Alemania                 | 2:0 (1:0) | Noruega | Jessheim Stadion, Jessheim, Noruega |                          |
| 15:00 (CET)         | - Alber 38' - Bender 90' | Reporte   |         | Árbitra: Volha Blotskaya            | Árbitra: Volha Blotskaya |

#### Grupo A2
Sede: Polonia
| Equipo          | Pts | PJ | PG | PE | PP | GF | GC | Dif |
| --------------- | --- | -- | -- | -- | -- | -- | -- | --- |
| República Checa | 6   | 3  | 2  | 0  | 1  | 4  | 7  | -3  |
| Serbia          | 6   | 3  | 2  | 0  | 1  | 7  | 6  | +1  |
| Polonia (H)     | 4   | 3  | 1  | 1  | 1  | 9  | 5  | +4  |
| Suiza           | 1   | 3  | 0  | 1  | 2  | 1  | 3  | -2  |

| 5 de abril de 2023 | Suiza | 0:0     | Polonia | Podkarpackie Centrum Piłki Nożnej, Stalowa Wola, Polonia |                       |
| 10:00 (CET)        |       | Reporte |         | Árbitra: Eszter Urban                                    | Árbitra: Eszter Urban |

| 5 de abril de 2023 | Serbia          | 1:2 (1:0) | República Checa                      | Podkarpackie Centrum Piłki Nożnej, Stalowa Wola, Polonia |                        |
| 16:00 (CET)        | - Obradović 35' | Reporte   | - 53' (a.g.) Popović - 87' Polášková | Árbitra: Galiya Echeva                                   | Árbitra: Galiya Echeva |

| 8 de abril de 2023 | Polonia                                                                   | 6:1 (2:1) | República Checa  | Podkarpackie Centrum Piłki Nożnej, Stalowa Wola, Polonia |                       |
| 10:00 (CET)        | - Sobal 11', 90+1', 90+2' - Jędrzejewska 35' - Sarapata 49' - Skupień 88' | Reporte   | - 17' Tenkrátová | Árbitra: Eszter Urban                                    | Árbitra: Eszter Urban |

| 8 de abril de 2023 | Serbia                        | 2:1 (1:1) | Suiza         | Podkarpackie Centrum Piłki Nożnej, Stalowa Wola, Polonia |                          |
| 16:00 (CET)        | - Jestrović 19' - Matejic 76' | Reporte   | - 6' Vallotto | Árbitra: Angelika Soeder                                 | Árbitra: Angelika Soeder |

| 11 de abril de 2023 | República Checa  | 1:0 (1:0) | Suiza | Izo Arena, Boguchwała, Polonia |                        |
| 10:00 (CET)         | - Tenkrátová 31' | Reporte   |       | Árbitra: Galiya Echeva         | Árbitra: Galiya Echeva |

| 11 de abril de 2023 | Polonia                                        | 3:4 (1:1) | Serbia                                                | Podkarpackie Centrum Piłki Nożnej, Stalowa Wola, Polonia |                          |
| 10:00 (CET)         | - Jendrzejczyk 8' - Skupień 72' - Sarapata 87' | Reporte   | - 17' Jestrović - 54', 63' Matejic - 65' (a.g.) Cygan | Árbitra: Angelika Soeder                                 | Árbitra: Angelika Soeder |

#### Grupo A3
Sede: Portugal
| Equipo       | Pts | PJ | PG | PE | PP | GF | GC | Dif |
| ------------ | --- | -- | -- | -- | -- | -- | -- | --- |
| Francia      | 9   | 3  | 3  | 0  | 0  | 10 | 1  | +9  |
| Portugal (H) | 6   | 3  | 2  | 0  | 1  | 10 | 2  | +8  |
| Hungría      | 3   | 3  | 1  | 0  | 2  | 4  | 8  | -4  |
| Rumania      | 0   | 3  | 0  | 0  | 3  | 2  | 15 | -13 |

| 5 de abril de 2023 | Francia                                                                 | 6:0 (3:0) | Rumania | Estadio Municipal de Lousada, Lousada, Portugal |                             |
| 13:00 (CET)        | - Haugou 15' - Ribadeira 18', 49' - Fontaine 42', 83' - Chossenotte 78' | Reporte   |         | Árbitra: Lizzy Van Der Helm                     | Árbitra: Lizzy Van Der Helm |

| 5 de abril de 2023 | Hungría | 0:4 (0:2) | Portugal                                   | Estadio Municipal 25 de Abril, Penafiel, Portugal |                          |
| 16:00 (CET)        |         | Reporte   | - 37', 68' Simas - 44' Mairos - 81' Duarte | Árbitra: Jelena Pejković                          | Árbitra: Jelena Pejković |

| 8 de abril de 2023 | Francia                            | 2:0 (1:0) | Hungría | Complexo Desportivo Monte Azevido, Rebordosa, Portugal |                            |
| 13:00 (CET)        | - Ribadeira 19' (pen.), 71' (pen.) | Reporte   |         | Árbitra: Maria Sole Caputi                             | Árbitra: Maria Sole Caputi |

| 8 de abril de 2023 | Portugal                                  | 5:0 (2:0) | Rumania | Estadio Municipal de Lousada, Lousada, Portugal |                          |
| 16:00 (CET)        | - Cartaxo 26', 80' - Santos 28', 46', 76' | Reporte   |         | Árbitra: Jelena Pejković                        | Árbitra: Jelena Pejković |

| 11 de abril de 2023 | Rumania                   | 2:4 (1:2) | Hungría                                   | Complexo Desportivo Monte Azevido, Rebordosa, Portugal |                             |
| 15:00 (CET)         | - Pînzariu 11' - Toth 79' | Reporte   | - 13' (pen.), 17', 55' Siber - 47' Sipőcz | Árbitra: Lizzy Van Der Helm                            | Árbitra: Lizzy Van Der Helm |

| 11 de abril de 2023 | Portugal    | 1:2 (1:1) | Francia                    | Estádio Municipal de Amarante, Amarante, Portugal |                            |
| 15:00 (CET)         | - Costa 38' | Reporte   | - 20' Haugou - 79' Samoura | Árbitra: Maria Sole Caputi                        | Árbitra: Maria Sole Caputi |

#### Grupo A4
Sede: España
| Equipo      | Pts | PJ | PG | PE | PP | GF | GC | Dif |
| ----------- | --- | -- | -- | -- | -- | -- | -- | --- |
| España (H)  | 9   | 3  | 3  | 0  | 0  | 15 | 0  | +15 |
| Inglaterra  | 4   | 3  | 1  | 1  | 1  | 6  | 4  | +2  |
| Bielorrusia | 3   | 3  | 1  | 0  | 2  | 5  | 13 | -8  |
| Eslovenia   | 1   | 3  | 0  | 1  | 2  | 1  | 10 | -9  |

| 5 de abril de 2023 | España                                                                                                | 8:0 (4:0) | Bielorrusia | Estadio Ciudad de Lepe, Lepe, España |                         |
| 10:00 (CET)        | - Martret 14' - Amezaga 21' (pen.) - Moral 23', 50' - Carbonell 38' - Camacho 59', 67' - Corrales 85' | Reporte   |             | Árbitra: Victoria Beyer              | Árbitra: Victoria Beyer |

| 5 de abril de 2023 | Eslovenia          | 1:1 (0:0) | Inglaterra     | Estadio Ciudad de Lepe, Lepe, España |                            |
| 16:00 (CET)        | - Janež 78' (pen.) | Reporte   | - 90+3' Watson | Árbitra: Veronika Kovarova           | Árbitra: Veronika Kovarova |

| 8 de abril de 2023 | Inglaterra                                           | 5:2 (5:1) | Bielorrusia                      | Estadio Luis Rodríguez Salvador, Cartaya, España |                            |
| 10:00 (CET)        | - Godfrey 11', 26' - Hennessy 14', 40' - Kendall 43' | Reporte   | - 27' Tsikhamirava - 82' Markava | Árbitra: Veronika Kovarova                       | Árbitra: Veronika Kovarova |

| 8 de abril de 2023 | España                                                                               | 6:0 (4:0) | Eslovenia | Estadio Luis Rodríguez Salvador, Cartaya, España |                         |
| 16:00 (CET)        | - Ortega 4' - Moral 7' - Kosirnik 22' (a.g.) - Díaz 42' - Fernández 63' - Medina 81' | Reporte   |           | Árbitra: Eleni Antoniou                          | Árbitra: Eleni Antoniou |

| 11 de abril de 2023 | Bielorrusia                              | 3:0 (1:0) | Eslovenia | Estadio Ciudad de Lepe, Lepe, España |                         |
| 10:00 (CET)         | - Yesman 17', 50' - Pobegaylo 47' (pen.) | Reporte   |           | Árbitra: Victoria Beyer              | Árbitra: Victoria Beyer |

| 11 de abril de 2023 | Inglaterra | 0:1 (0:1) | España        | Estadio Luis Rodríguez Salvador, Cartaya, España |                         |
| 10:00 (CET)         |            | Reporte   | - 27' Amezaga | Árbitra: Eleni Antoniou                          | Árbitra: Eleni Antoniou |

#### Grupo A5
Sede: Dinamarca
| Equipo        | Pts | PJ | PG | PE | PP | GF | GC | Dif |
| ------------- | --- | -- | -- | -- | -- | -- | -- | --- |
| Islandia      | 7   | 3  | 2  | 1  | 0  | 5  | 3  | +2  |
| Dinamarca (H) | 6   | 3  | 2  | 0  | 1  | 7  | 2  | +5  |
| Suecia        | 3   | 3  | 1  | 0  | 2  | 6  | 4  | +2  |
| Ucrania       | 1   | 3  | 0  | 1  | 2  | 3  | 12 | -9  |

| 5 de abril de 2023 | Ucrania | 0:5 (0:2) | Suecia                                                    | Køge Stadium, Køge, Dinamarca |                     |
| 12:30 (CET)        |         | Reporte   | - 25', 43' Duras - 52' Rehnberg - 62' Swedman - 67' Björk | Árbitra: Alina Peşu           | Árbitra: Alina Peşu |

| 5 de abril de 2023 | Dinamarca | 0:1 (0:0) | Islandia           | Køge Stadium, Køge, Dinamarca |                           |
| 17:00 (CET)        |           | Reporte   | - 64' Sveinsdóttir | Árbitra: Abigail Marriott     | Árbitra: Abigail Marriott |

| 8 de abril de 2023 | Dinamarca                                                              | 5:1 (4:0) | Ucrania      | Køge Stadium, Køge, Dinamarca |                           |
| 12:30 (CET)        | - Aagaard 9' - Sørensen 31' (pen.), 45+1' - Walter 42' - Habibovic 72' | Reporte   | - 85' Serbuk | Árbitra: Jelena Cvetković     | Árbitra: Jelena Cvetković |

| 8 de abril de 2023 | Suecia       | 1:2 (0:1) | Islandia                                  | Køge Stadium, Køge, Dinamarca |                     |
| 17:00 (CET)        | - Nildén 52' | Reporte   | - 8' Jörundsdóttir - 90+2' Guðmundsdóttir | Árbitra: Alina Peşu           | Árbitra: Alina Peşu |

| 11 de abril de 2023 | Islandia                           | 2:2 (1:1) | Ucrania             | Estadio Brøndby, Copenhague, Dinamarca |                           |
| 12:30 (CET)         | - Gonzalez 31' - Jörundsdóttir 60' | Reporte   | - 45', 57' Molodiuk | Árbitra: Abigail Marriott              | Árbitra: Abigail Marriott |

| 11 de abril de 2023 | Suecia | 0:2 (0:2) | Dinamarca         | Køge Stadium, Køge, Dinamarca |                           |
| 12:30 (CET)         |        | Reporte   | - 5', 34' Aagaard | Árbitra: Jelena Cvetković     | Árbitra: Jelena Cvetković |

#### Grupo A6
Sede: Italia
| Equipo               | Pts | PJ | PG | PE | PP | GF | GC | Dif |
| -------------------- | --- | -- | -- | -- | -- | -- | -- | --- |
| Austria              | 9   | 3  | 3  | 0  | 0  | 10 | 1  | +9  |
| Italia (H)           | 6   | 3  | 2  | 0  | 1  | 8  | 2  | +6  |
| Grecia               | 3   | 3  | 1  | 0  | 2  | 4  | 10 | -6  |
| Bosnia y Herzegovina | 0   | 3  | 0  | 0  | 3  | 0  | 9  | -9  |

| 5 de abril de 2023 | Austria                               | 2:0 (1:0) | Bosnia y Herzegovina | Estadio Silvio Piola, Novara, Italia |                             |
| 13:00 (CET)        | - Ojukwu 18' (pen.) - Aistleitner 47' | Reporte   |                      | Árbitra: Neslihan Muratdagi          | Árbitra: Neslihan Muratdagi |

| 5 de abril de 2023 | Grecia | 0:4 (0:2) | Italia                                                       | Estadio Silvio Piola, Vercelli, Italia |                           |
| 13:30 (CET)        |        | Reporte   | - 21' (pen.) Pfattner - 35', 90+2' DellaPeruta - 68' Dragoni | Árbitra: Aleksandra Česen              | Árbitra: Aleksandra Česen |

| 8 de abril de 2023 | Austria                                                                     | 6:0 (3:0) | Grecia | Estadio Silvio Piola, Vercelli, Italia |                            |
| 13:00 (CET)        | - Mädl 22', 72', 90+1' - Aistleitner 35' - Ojukwu 41' (pen.) - Natter 90+3' | Reporte   |        | Árbitra: Hristiyana Guteva             | Árbitra: Hristiyana Guteva |

| 8 de abril de 2023 | Italia                                      | 3:0 (1:0) | Bosnia y Herzegovina | Estadio Silvio Piola, Novara, Italia |                           |
| 13:30 (CET)        | - Dragoni 32' - Renzotti 67' - Bertucci 71' | Reporte   |                      | Árbitra: Aleksandra Česen            | Árbitra: Aleksandra Česen |

| 11 de abril de 2023 | Bosnia y Herzegovina | 0:4 (0:3) | Grecia                                          | Estadio Silvio Piola, Novara, Italia |                             |
| 13:30 (CET)         |                      | Reporte   | - 6', 24' Ntarzanou - 7' Giannaka - 66' Goulden | Árbitra: Neslihan Muratdagi          | Árbitra: Neslihan Muratdagi |

| 11 de abril de 2023 | Italia         | 1:2 (0:0) | Austria                        | Estadio Silvio Piola, Vercelli, Italia |                            |
| 13:30 (CET)         | - Pfattner 87' | Reporte   | - 54' Ojukwu - 80' Aistleitner | Árbitra: Hristiyana Guteva             | Árbitra: Hristiyana Guteva |

#### Grupo A7
Sede: Países Bajos
| Equipo           | Pts | PJ | PG | PE | PP | GF | GC | Dif |
| ---------------- | --- | -- | -- | -- | -- | -- | -- | --- |
| Países Bajos (H) | 9   | 3  | 3  | 0  | 0  | 9  | 1  | +8  |
| Finlandia        | 6   | 3  | 2  | 0  | 1  | 6  | 4  | +2  |
| Bélgica (C)      | 3   | 3  | 1  | 0  | 2  | 6  | 5  | +1  |
| Bulgaria         | 0   | 3  | 0  | 0  | 3  | 2  | 13 | -11 |

| 5 de abril de 2023 | Bélgica | 0:3 (0:3) | Finlandia                             | Sportpark Parkzicht, Uden, Países Bajos |                         |
| 16:00 (CET)        |         | Reporte   | - 23' Lindström - 34', 45+1' Sevenius | Árbitra: María Martínez                 | Árbitra: María Martínez |

| 5 de abril de 2023 | Países Bajos                                        | 5:0 (0:0) | Bulgaria | Sportpark De Kranenhof, Escharen, Países Bajos |                       |
| 16:00 (CET)        | - Stoit 64', 67', 75' - Keukelaar 77' - Martina 90' | Reporte   |          | Árbitra: Sabina Bolic                          | Árbitra: Sabina Bolic |

| 8 de abril de 2023 | Finlandia                                         | 3:2 (1:2) | Bulgaria                      | Sportpark De Kranenhof, Escharen, Países Bajos |                         |
| 11:00 (CET)        | - Sarjanoja 19' - Lindström 81' - Lindström 90+1' | Reporte   | - 43' Ivanova - 45' Yordanova | Árbitra: María Martínez                        | Árbitra: María Martínez |

| 8 de abril de 2023 | Países Bajos                        | 2:1 (1:1) | Bélgica     | Sportpark Parkzicht, Uden, Países Bajos |                        |
| 14:00 (CET)        | - Kardinaal 32' - Elyn 90+3' (a.g.) | Reporte   | - 36' Lecoq | Árbitra: Frida Nielsen                  | Árbitra: Frida Nielsen |

| 11 de abril de 2023 | Bulgaria | 0:5 (0:3) | Bélgica                                                 | Sportpark Parkzicht, Uden, Países Bajos |                       |
| 16:00 (CET)         |          | Reporte   | - 13', 20', 64' Boutiebi - 18' Zang Bikoula - 82' Lecoq | Árbitra: Sabina Bolic                   | Árbitra: Sabina Bolic |

| 11 de abril de 2023 | Finlandia | 0:2 (0:1) | Países Bajos                 | Sportpark De Kranenhof, Escharen, Países Bajos |                        |
| 16:00 (CET)         |           | Reporte   | - 27' Henry - 76' van Oosten | Árbitra: Frida Nielsen                         | Árbitra: Frida Nielsen |

### Liga B

#### Grupo B1
Sede: Macedonia del Norte
| Equipo                  | Pts | PJ | PG | PE | PP | GF | GC | Dif |
| ----------------------- | --- | -- | -- | -- | -- | -- | -- | --- |
| Israel                  | 9   | 3  | 3  | 0  | 0  | 12 | 1  | +11 |
| Macedonia del Norte (H) | 6   | 3  | 2  | 0  | 1  | 8  | 2  | +6  |
| Georgia                 | 3   | 3  | 1  | 0  | 2  | 5  | 8  | -3  |
| Gibraltar               | 0   | 3  | 0  | 0  | 3  | 0  | 14 | -14 |

| 4 de abril de 2023 | Georgia | 0:4 (0:2) | Macedonia del Norte                                            | Petar Miloševski Training Centre, Skopie, Macedonia del Norte |                           |
| 11:00 (CET)        |         | Reporte   | - 22' Paneska - 45+2' Sulejmani - 82' Meijer - 90+5' Nastovska | Árbitra: Zuzana Valentová                                     | Árbitra: Zuzana Valentová |

| 4 de abril de 2023 | Israel                                                          | 6:0 (2:0) | Gibraltar | Estadio Ǵorče Petrov, Skopie, Macedonia del Norte |                       |
| 11:00 (CET)        | - Sribnenko 8', 21', 48' - Dercksen 68' - Gat 84' - Cohen 90+4' | Reporte   |           | Árbitra: Rasa Grigonė                             | Árbitra: Rasa Grigonė |

| 7 de abril de 2023 | Macedonia del Norte           | 3:0 (2:0) | Gibraltar | Petar Miloševski Training Centre, Skopie, Macedonia del Norte |                           |
| 11:00 (CET)        | - Paneska 11', 48' - Sela 22' | Reporte   |           | Árbitra: Zuzana Valentová                                     | Árbitra: Zuzana Valentová |

| 7 de abril de 2023 | Israel                                                                    | 4:0 (2:0) | Georgia | Estadio Ǵorče Petrov, Skopie, Macedonia del Norte |                              |
| 11:00 (CET)        | - Biton 27' - Pavliashvili 35' (a.g.) - Sribnenko 59' - Khalil 75' (pen.) | Reporte   |         | Árbitra: Elvira Nurmustafina                      | Árbitra: Elvira Nurmustafina |

| 10 de abril de 2023 | Gibraltar | 0:5 (0:2) | Georgia                                                             | Estadio Ǵorče Petrov, Skopie, Macedonia del Norte |                       |
| 11:00 (CET)         |           | Reporte   | - 17' Ambalia - 26' (pen.), 54', 80' Sulashvili - 75' (pen.) Kankia | Árbitra: Rasa Grigonė                             | Árbitra: Rasa Grigonė |

| 10 de abril de 2023 | Macedonia del Norte | 1:2 (0:0) | Israel          | Petar Miloševski Training Centre, Skopie, Macedonia del Norte |                              |
| 11:00 (CET)         | - Sulejmani 74'     | Reporte   | - 52', 83' Biru | Árbitra: Elvira Nurmustafina                                  | Árbitra: Elvira Nurmustafina |

#### Grupo B2
Sede: Lituania
| Equipo       | Pts | PJ | PG | PE | PP | GF | GC | Dif |
| ------------ | --- | -- | -- | -- | -- | -- | -- | --- |
| Turquía      | 6   | 3  | 2  | 0  | 1  | 6  | 3  | +3  |
| Lituania (H) | 4   | 3  | 1  | 1  | 1  | 8  | 4  | +4  |
| Moldavia     | 4   | 3  | 1  | 1  | 1  | 3  | 7  | -4  |
| Andorra      | 3   | 3  | 1  | 0  | 2  | 4  | 7  | -3  |

| 1 de abril de 2023                                                                                      | Turquía | 0:3     | Andorra | Estadio LFF, Vilna, Lituania |                         |
| 08:00 (CET)                                                                                             |         | Reporte |         | Árbitra: Ifeoma Kulmala      | Árbitra: Ifeoma Kulmala |
| Turquía perdió los puntos por alineación indebida. El resultado en campo fue de 4-0 a favor de Turquía. |         |         |         |                              |                         |

| 1 de abril de 2023 | Lituania                               | 2:2 (1:0) | Moldavia                  | Estadio LFF, Vilna, Lituania |                       |
| 13:00 (CET)        | - Proscevičiūtė 10' - Raznauskaitė 84' | Reporte   | - 77' Gamarț - 82' Colnic | Árbitra: Reelika Turi        | Árbitra: Reelika Turi |

| 4 de abril de 2023 | Moldavia             | 1:0 (1:0) | Andorra | Estadio LFF, Vilna, Lituania |                       |
| 08:00 (CET)        | - da Cruz 32' (a.g.) | Reporte   |         | Árbitra: Reelika Turi        | Árbitra: Reelika Turi |

| 4 de abril de 2023 | Turquía       | 1:0 (1:0) | Lituania | Estadio LFF, Vilna, Lituania |                        |
| 13:00 (CET)        | - Titiz 45+1' | Reporte   |          | Árbitra: Lucie Šulcová       | Árbitra: Lucie Šulcová |

| 7 de abril de 2023 | Moldavia | 0:5 (0:2) | Turquía                                                    | Estadio LFF, Vilna, Lituania |                        |
| 08:00 (CET)        |          | Reporte   | - 31' Kara - 36' Ceylan - 54' Yılmaz - 67' Polat - 81' Ata | Árbitra: Lucie Šulcová       | Árbitra: Lucie Šulcová |

| 7 de abril de 2023 | Andorra    | 1:6 (1:1) | Lituania                                                                                | Estadio LFF, Vilna, Lituania |                         |
| 13:00 (CET)        | - Camin 7' | Reporte   | - 45', 46', 90+3' Proscevičiūtė - 73' Kriaučiūnaitė - 79' Šukštulytė - 87' Raznauskaitė | Árbitra: Ifeoma Kulmala      | Árbitra: Ifeoma Kulmala |

#### Grupo B3
Sede: Irlanda del Norte
| Equipo                | Pts | PJ | PG | PE | PP | GF | GC | Dif |
| --------------------- | --- | -- | -- | -- | -- | -- | -- | --- |
| Irlanda del Norte (H) | 6   | 3  | 2  | 0  | 1  | 9  | 3  | +6  |
| Kosovo                | 6   | 3  | 2  | 0  | 1  | 6  | 3  | +3  |
| Letonia               | 3   | 3  | 1  | 0  | 2  | 1  | 6  | -5  |
| Chipre                | 3   | 3  | 1  | 0  | 2  | 2  | 6  | -4  |

| 4 de abril de 2023 | Chipre | 0:4 (0:2) | Kosovo                                                    | Seaview, Belfast, Irlanda del Norte |                        |
| 12:00 (CET)        |        | Reporte   | - 23' Kallaba - 36' Haxhiu - 76' Guri - 88' (pen.) Islami | Árbitra: Katalin Sipos              | Árbitra: Katalin Sipos |

| 4 de abril de 2023 | Irlanda del Norte                                                    | 5:0 (0:0) | Letonia | Seaview, Belfast, Irlanda del Norte |                                   |
| 18:00 (CET)        | - Neal 62' - Parker 67' - Reilly 73' - McLaughlin 77' - Halliday 79' | Reporte   |         | Árbitra: Zulema González González   | Árbitra: Zulema González González |

| 7 de abril de 2023 | Kosovo      | 1:0 (1:0) | Letonia | Solitude, Belfast, Irlanda del Norte |                        |
| 11:00 (CET)        | - Islami 9' | Reporte   |         | Árbitra: Katalin Sipos               | Árbitra: Katalin Sipos |

| 7 de abril de 2023 | Irlanda del Norte | 1:2 (0:2) | Chipre                           | Seaview, Belfast, Irlanda del Norte |                        |
| 11:00 (CET)        | - McLaughlin 81'  | Reporte   | - 8' Dionissiou - 24' Panagiotou | Árbitra: Maria Marotta              | Árbitra: Maria Marotta |

| 10 de abril de 2023 | Letonia       | 1:0 (1:0) | Chipre | Solitude, Belfast, Irlanda del Norte |                                   |
| 11:00 (CET)         | - Vainere 44' | Reporte   |        | Árbitra: Zulema González González    | Árbitra: Zulema González González |

| 10 de abril de 2023 | Kosovo        | 1:3 (1:0) | Irlanda del Norte                | Seaview, Belfast, Irlanda del Norte |                        |
| 11:00 (CET)         | - Berisha 28' | Reporte   | - 57' Neal - 83', 90+2' Halliday | Árbitra: Maria Marotta              | Árbitra: Maria Marotta |

#### Grupo B4
Sede: Armenia
| Equipo      | Pts | PJ | PG | PE | PP | GF | GC | Dif |
| ----------- | --- | -- | -- | -- | -- | -- | -- | --- |
| Islas Feroe | 6   | 2  | 2  | 0  | 0  | 6  | 2  | +4  |
| Malta       | 3   | 2  | 1  | 0  | 1  | 6  | 5  | +1  |
| Armenia (H) | 0   | 2  | 0  | 0  | 2  | 1  | 6  | -5  |

| 4 de abril de 2023 | Armenia             | 1:4 (0:2) | Malta                                             | Abovyan City Stadium, Abovyan, Armenia |                               |
| 09:00 (CET)        | - Khachatryan 90+2' | Reporte   | - 3' (pen.) Gatt - 15', 85' Saliba - 58' Farrugia | Árbitra: Andromachi Tsiofliki          | Árbitra: Andromachi Tsiofliki |

| 7 de abril de 2023 | Malta                     | 2:4 (0:1) | Islas Feroe                                       | Abovyan City Stadium, Abovyan, Armenia |                          |
| 09:00 (CET)        | - Ionadi 59' - Saliba 76' | Reporte   | - 39' Olsen - 81', 84' Haraldsen - 88' Brændstrup | Árbitra: Karoline Wacker               | Árbitra: Karoline Wacker |

| 10 de abril de 2023 | Islas Feroe                      | 2:0 (2:0) | Armenia | Abovyan City Stadium, Abovyan, Armenia |                           |
| 09:00 (CET)         | - Ernstsdóttir 26' - Olsen 45+1' | Reporte   |         | Árbitra: Martina Molinaro              | Árbitra: Martina Molinaro |

#### Grupo B5
Sede: Eslovaquia
| Equipo         | Pts | PJ | PG | PE | PP | GF | GC | Dif |
| -------------- | --- | -- | -- | -- | -- | -- | -- | --- |
| Montenegro     | 6   | 2  | 2  | 0  | 0  | 6  | 2  | +4  |
| Eslovaquia (H) | 3   | 2  | 1  | 0  | 1  | 6  | 3  | +3  |
| Azerbaiyán     | 0   | 2  | 0  | 0  | 2  | 0  | 7  | -7  |

| 5 de abril de 2023 | Eslovaquia                      | 2:3 (0:1) | Montenegro            | Gabčíkovo Stadium, Gabčíkovo, Eslovaquia |                                 |
| 14:00 (CET)        | - Kovalíková 57' - Bayerová 71' | Reporte   | - 40', 54', 65' Bicić | Árbitra: Katarzyna Lisiecka-Sęk          | Árbitra: Katarzyna Lisiecka-Sęk |

| 8 de abril de 2023 | Montenegro                                       | 3:0 (2:0) | Azerbaiyán | Gabčíkovo Stadium, Gabčíkovo, Eslovaquia |                            |
| 10:00 (CET)        | - Malesija 14' - Tošković 35' (pen.) - Bicić 54' | Reporte   |            | Árbitra: Ioanna Allayiotou               | Árbitra: Ioanna Allayiotou |

| 11 de abril de 2023 | Azerbaiyán | 0:4 (0:3) | Eslovaquia                                         | Gabčíkovo Stadium, Gabčíkovo, Eslovaquia |                          |
| 10:00 (CET)         |            | Reporte   | - 5', 37' Ferencová - 12' Mazúchová - 61' Škerdová | Árbitra: Marina Živković                 | Árbitra: Marina Živković |

#### Grupo B6
Sede: Gales
| Equipo     | Pts | PJ | PG | PE | PP | GF | GC | Dif |
| ---------- | --- | -- | -- | -- | -- | -- | -- | --- |
| Gales (H)  | 6   | 2  | 2  | 0  | 0  | 9  | 2  | +7  |
| Estonia    | 3   | 2  | 1  | 0  | 1  | 2  | 4  | -2  |
| Kazajistán | 0   | 2  | 0  | 0  | 2  | 2  | 7  | -5  |

| 4 de abril de 2023 | Gales                                                | 5:2 (2:0) | Kazajistán                              | Central Park, Denbighshire, Gales |                          |
| 17:00 (CET)        | - Teisar 10', 37' - Pearce 63', 90' - Purchase 90+3' | Reporte   | - 70' (pen.) Norbayeva - 86' Yerzhanova | Árbitra: Catarina Campos          | Árbitra: Catarina Campos |

| 7 de abril de 2023 | Kazajistán | 0:2 (0:2) | Estonia            | Colliers Park, Wrexham, Gales |                            |
| 11:00 (CET)        |            | Reporte   | - 9', 12' Rannasto | Árbitra: Jelena Medjedovic    | Árbitra: Jelena Medjedovic |

| 10 de abril de 2023 | Estonia | 0:4 (0:1) | Gales                                          | Central Park, Denbighshire, Gales |                       |
| 11:00 (CET)         |         | Reporte   | - 15' Teisar - 52', 70' Mcgowan - 65' Humphrey | Árbitra: Gamze Durmuş             | Árbitra: Gamze Durmuş |

#### Grupo B7
Sede: Albania
| Equipo        | Pts | PJ | PG | PE | PP | GF | GC | Dif |
| ------------- | --- | -- | -- | -- | -- | -- | -- | --- |
| Escocia       | 6   | 2  | 2  | 0  | 0  | 12 | 0  | +12 |
| Albania (H)   | 3   | 2  | 1  | 0  | 1  | 2  | 5  | -3  |
| Liechtenstein | 0   | 2  | 0  | 0  | 2  | 0  | 9  | -9  |

| 5 de abril de 2023 | Albania | 0:5 (0:3) | Escocia                                           | Arena Kombëtare, Tirana, Albania |                               |
| 12:30 (CET)        |         | Reporte   | - 16', 49' McLeary - 23', 57' McAneny - 42' Adams | Árbitra: Justina Lavrenovaite    | Árbitra: Justina Lavrenovaite |

| 8 de abril de 2023 | Escocia                                                  | 7:0 (3:0) | Liechtenstein | Arena Kombëtare, Tirana, Albania |                         |
| 09:30 (CET)        | - Nicoll 4', 19', 38', 78', 89' - Adams 81' - Jordan 86' | Reporte   |               | Árbitra: Viola Raudziņa          | Árbitra: Viola Raudziņa |

| 11 de abril de 2023 | Liechtenstein | 0:2 (0:0) | Albania                  | Arena Kombëtare, Tirana, Albania |                           |
| 12:30 (CET)         |               | Reporte   | - 70' Iliadhi - 88' Coka | Árbitra: Lovisa Johansson        | Árbitra: Lovisa Johansson |